# 武庫川女子大学短期大学部
武庫川女子大学短期大学部（むこがわじょしだいがくたんきだいがくぶ、英語: Mukogawa Women's University Junior College Division）は、兵庫県西宮市池開町6-46に本部を置く日本の私立大学。1939年創立、1950年大学設置。大学の略称は武庫短（むこたん）。

## 概観

### 大学全体
- 兵庫県西宮市に所在する日本の私立短期大学で、設置主体は学校法人武庫川学院[1]。
- 国内で最初に認可された短期大学149校[注 2]の1校として、1950年に武庫川学院女子大学短期大学部として昼夜各2学科体制で開学した[2]。
- 以後は、学科の増設や18歳人口の増加も相俟って学科数や入学定員の増員も執り行っていた。とりわけ私大バブルにおいて入学総定員が2,000人前後にになったこともあったが、それが終わったあとから徐々に入学定員減が目立つようになる。以後は、概ね2022年度入学生までは7学科体制を維持してきたが、2023年度より学科数の減少が目立つようになる。
- 2024年度の入学生を最後に[注釈 1]、短期大学としての使命を終えることが決定している。

### 建学の精神（校訓・理念・学是）
- 武庫川女子大学短期大学部における立学の精神[4]
  - 建国の理想に遵い、平和的な国家および社会の形成者として、高い知性と善美な情操と高雅な徳性とを兼ね具えた有為な女性を育成すること。

### 教育および研究
- 武庫川女子大学短期大学部には、全国の短期大学でも数少ない生活科学系の学科としての生活造形学科や体育系の学科としての健康・スポーツ学科がある。

### 学風および特色
- 武庫川女子大学短期大学部には7つの学科があり、人間関係学科を除いては大学とほぼ同類のものとなっている。そのため短大卒業後、四年制大学にある同類の学科に編入学する学生も多いのが特徴である。

## 沿革
- 1939年
  - 武庫川学院が創設される[5]。
- 1949年
  - 10月 文部省[注釈 2]に短期大学[注 3]の設置認可に関する申請を行う[注 4]。なお、学科・専攻は以下の通りとなっている[注 5]。
    - 英文学科 
      - 第一部 入学定員40名
      - 第二部 入学定員40名

    - 被服学科
      - 第一部 入学定員40名
      - 第二部 入学定員40名
- 1950年
  - 3月14日 左記を以て短期大学の設置が文部省[注釈 2]より認可される[注 6]。
  - 4月1日 左記を以て武庫川学院女子大学短期大学部が以下の学科体制にて開学[注 7]。
    - 英文学科→英文科 
      - 第一部 入学定員40名
      - 第二部 入学定員40名

    - 被服学科→被服科
      - 第一部 入学定員40名
      - 第二部 入学定員40名
- 1951年
  - 3月9日 学校法人が成立する[17]。
  - 4月1日 武庫川学院女子短期大学に改称され、以下の学科が増設される[注釈 3]。
    - 国文科
      - 第一部 入学定員40名
      - 第二部 入学定員40名

    - 教育科
      - 第一部 入学定員40名
      - 第二部 入学定員40名

  - 同 被服科を以下の学科体制に改組[注釈 3]。
    - 家政科
      - 家政専攻
        - 第一部 入学定員40名
        - 第二部 入学定員40名

      - 被服専攻
        - 第一部 入学定員40名
        - 第二部 入学定員40名
- 1954年
  - 5月1日 学生数[20]/定員
    - 国文科 
      - 第一部 94[注釈 4]/80
      - 第二部 88[注釈 4]/80

    - 英文科
      - 第一部 85[注釈 4]/80
      - 第二部 80[注釈 4]/80

    - 家政科
      - 第一部 192[注釈 4]/160
      - 第二部 173[注釈 4]/160

    - 教育科 
      - 第一部 85[注釈 4]/80
      - 第二部 80[注釈 4]/80
- 1955年
  - 4月1日 この年度における出来事を以下、列挙する[21]。
    - 学科の増設あり
      - 被服科
        - 第一部 入学定員40名[注釈 5]
        - 第二部 入学定員40名[注釈 5]

      - 音楽科 入学定員20名
      - 体育科 入学定員40名

    - 学科名及び組織の変更あり。
      - 教育科→初等教育科
      - 家政科家政専攻→家政科[注 8]
- 1956年
  - 3月31日 以下の学科・専攻については。前年に其々学科に移行したため、左記をもって正式に廃止とする[22]。
    - 家政科
      - 家政専攻
        - 第一部
        - 第二部

      - 被服専攻
        - 第一部
        - 第二部
- 1958年
  - 4月1日 この年度における出来事を以下、列挙する[23]。
    - 武庫川学院女子短期大学→武庫川女子短期大学（むこがわじょしたんきだいがく）と改名[注 9]
    - 以下の学科について、この年度で学生募集を最終とする[注 10]。
      - 音楽科

  - 5月1日 学生数[27]/定員
    - 国文科 
      - 第一部 85[注釈 4]/80
      - 第二部 84[注釈 4]/80

    - 英文科
      - 第一部 83[注釈 4]/80
      - 第二部 78[注釈 4]/80

    - 家政科
      - 第一部 172[注釈 4]/160
      - 第二部 158[注釈 4]/160

    - 被服科 
      - 第一部 85[注釈 4]/80
      - 第二部 79[注釈 4]/80

    - 初等教育科 
      - 第一部 82[注釈 4]/80
      - 第二部 84[注釈 4]/80

    - 体育科 82[注釈 4]/80
    - 音楽科 42[注釈 4]/40
- 1959年
  - 5月1日 学生数[28]/定員
    - 国文科 
      - 第一部 99[注釈 4]/80
      - 第二部 79[注釈 4]/80

    - 英文科
      - 第一部 99[注釈 4]/80
      - 第二部 81[注釈 4]/80

    - 家政科
      - 第一部 207[注釈 4]/160
      - 第二部 162[注釈 4]/160

    - 被服科 
      - 第一部 106[注釈 4]/80
      - 第二部 79[注釈 4]/80

    - 初等教育科 
      - 第一部 101[注釈 4]/80
      - 第二部 81[注釈 4]/80

    - 体育科 96[注釈 4]/80
    - 音楽科 18[注釈 4]/20
- 1960年 この年における出来事を以下、列挙する[29]。
  - 3月31日 以下の学科・専攻については左記をもって正式に廃止とする。
    - 音楽科

  - 4月1日 以下、 入学定員増あり。
    - 家政科第一部 80→240
    - 被服科第一部 40→80

  - 5月1日 学生数[30]/定員
    - 国文科 
      - 第一部 92[注釈 4]/80
      - 第二部 81[注釈 4]/80

    - 英文科
      - 第一部 99[注釈 4]/80
      - 第二部 82[注釈 4]/80

    - 家政科
      - 第一部 572[注釈 4]/320
      - 第二部 207[注釈 4]/160

    - 初等教育科 
      - 第一部 192[注釈 4]/80
      - 第二部 83[注釈 4]/80

    - 体育科 88[注釈 4]/80
- 1961年
  - 5月1日 学生数[31]/定員
    - 国文科 
      - 第一部 88[注釈 4]/80
      - 第二部 81[注釈 4]/80

    - 英文科
      - 第一部 91[注釈 4]/80
      - 第二部 81[注釈 4]/80

    - 家政科
      - 第一部 501[注釈 4]/480
      - 第二部 83[注釈 4]/160

    - 被服科 
      - 第一部 173[注釈 4]/160
      - 第二部 77[注釈 4]/80

    - 初等教育科 
      - 第一部 88[注釈 4]/80
      - 第二部 83[注釈 4]/80

    - 体育科 79[注釈 4]/80
- 1964年
  - 4月1日 以下、 入学定員増あり[32]。
    - 国文科第一部 40→80[注釈 6]
    - 英文科第一部 40→120[注釈 6]
    - 家政科第一部 240→360[注釈 6]
    - 被服科第一部 80→160[注釈 6]
    - 初等教育科第一部 40→80[注釈 6]

  - 5月1日 学生数[34]/定員
    - 国文科 
      - 第一部 189[注釈 4]/120
      - 第二部 75[注釈 4]/80

    - 英文科
      - 第一部 246[注釈 4]/160
      - 第二部 75[注釈 4]/80

    - 家政科
      - 第一部 864[注釈 4]/600
      - 第二部 88[注釈 4]/160

    - 被服科 
      - 第一部 339[注釈 4]/240
      - 第二部 64[注釈 4]/80

    - 初等教育科 
      - 第一部 209[注釈 4]/120
      - 第二部 64[注釈 4]/80

    - 体育科 70[注釈 4]/80
- 1965年
  - 5月1日 学生数[35]/定員
    - 国文科 
      - 第一部 216[注釈 4]/160
      - 第二部 70[注釈 4]/80

    - 英文科
      - 第一部 279[注釈 4]/240
      - 第二部 69[注釈 4]/80

    - 家政科
      - 第一部 784[注釈 4]/720
      - 第二部 85[注釈 4]/160

    - 被服科 
      - 第一部 363[注釈 4]/320
      - 第二部 58[注釈 4]/80

    - 初等教育科 
      - 第一部 229[注釈 4]/160
      - 第二部 86[注釈 4]/80

    - 体育科 70[注釈 4]/80
- 1972年
  - 4月1日 以下、 入学定員増あり[注 11]。
    - 国文科第一部 80→200
    - 英文科第一部 120→200
    - 初等教育科第一部 80→300

  - 5月1日 学生数[39]/定員
    - 国文科 
      - 第一部 691[注釈 4]/280
      - 第二部 90[注釈 4]/80

    - 英文科
      - 第一部 611[注釈 4]/320
      - 第二部 66[注釈 4]/80

    - 家政科
      - 第一部 853[注釈 4]/720
      - 第二部 82[注釈 4]/160

    - 被服科 
      - 第一部 509[注釈 4]/320
      - 第二部 32[注釈 4]/80

    - 初等教育科 
      - 第一部 1,063[注釈 4]/380
      - 第二部 189[注釈 4]/80

    - 体育科 111[注釈 4]/80
- 1973年
  - 5月1日 学生数[40]/定員
    - 国文科 
      - 第一部 735[注釈 4]/400
      - 第二部 67[注釈 4]/80

    - 英文科
      - 第一部 601[注釈 4]/400
      - 第二部 58[注釈 4]/80

    - 家政科
      - 第一部 861[注釈 4]/720
      - 第二部 69[注釈 4]/160

    - 被服科 
      - 第一部 481[注釈 4]/320
      - 第二部 28[注釈 4]/80

    - 初等教育科 
      - 第一部 1,099[注釈 4]/600
      - 第二部 189[注釈 4]/80

    - 体育科 102[注釈 4]/80
- 1976年
  - 4月1日 以下の学科については、この年度で学生募集を最終とする[注 12]。
    - 英文科第二部
    - 被服科第二部

  - 5月1日 学生数[44]/定員
    - 国文科
      - 第一部 826[注釈 4]/400
      - 第二部 55[注釈 4]/80

    - 英文科
      - 第一部 726[注釈 4]/400
      - 第二部 30[注釈 4]/80

    - 家政科
      - 第一部 1,069[注釈 4]/720
      - 第二部 60[注釈 4]/160

    - 被服科 
      - 第一部 665[注釈 4]/320
      - 第二部 18[注釈 4]/80

    - 初等教育科 
      - 第一部 1,080[注釈 4]/600
      - 第二部 147[注釈 4]/80

    - 体育科 132[注釈 4]/80
- 1977年
  - 5月1日 学生数[45]/定員
    - 国文科
      - 第一部 808[注釈 4]/400
      - 第二部 39[注釈 4]/80

    - 英文科
      - 第一部 775[注釈 4]/400
      - 第二部 12[注釈 4]/40

    - 家政科
      - 第一部 1,080[注釈 4]/720
      - 第二部 46[注釈 4]/160

    - 被服科 
      - 第一部 670[注釈 4]/320
      - 第二部 9[注釈 4]/40

    - 初等教育科 
      - 第一部 1,042[注釈 4]/600
      - 第二部 120[注釈 4]/80

    - 体育科 130[注釈 4]/80
- 1983年 この年における出来事を以下、列挙する[注 13]。
  - 3月31日 以下の学科・専攻については左記をもって正式に廃止とする[注 14]。
    - 英文科第二部[注 15]
    - 被服科第二部[注 16]

  - 4月1日 以下、 入学定員増あり[注 17]。
    - 国文科第一部 200→300
    - 英文科 200→300
    - 家政科第一部 360→540[注 18]
    - 被服科第一部 160→240
    - 初等教育科第一部 300→450
    - 体育科 40→60

  - 5月1日 学生数[53]/定員
    - 国文科 
      - 第一部 735[注釈 4]/500
      - 第二部 54[注釈 4]/80

    - 英文科 726[注釈 4]/500
    - 家政科
      - 第一部 1.073[注釈 4]/900
      - 第二部 35[注釈 4]/120

    - 被服科 1,073[注釈 4]/400
    - 初等教育科 
      - 第一部 1.067[注釈 4]/750
      - 第二部 111[注釈 4]/80

    - 体育科 139[注釈 4]/100
- 1984年
  - 5月1日 学生数[54]/定員
    - 国文科
      - 第一部 714[注釈 4]/600
      - 第二部 56[注釈 4]/80

    - 英文科 761[注釈 4]/600
    - 家政科
      - 第一部 1,095[注釈 4]/1,080
      - 第二部 39[注釈 4]/80

    - 被服科 1,095[注釈 4]/480
    - 初等教育科 
      - 第一部 1,086[注釈 4]/900
      - 第二部 88[注釈 4]/80

    - 体育科 ？[注釈 7]/120
- 1985年
  - 4月1日 武庫川女子大学短期大学部と改称[注 19]。
  - 5月1日 学生数[57]/定員
    - 国文科 
      - 第一部 731[注釈 4]/600
      - 第二部 57[注釈 4]/80

    - 英文科 757[注釈 4]/600
    - 家政科
      - 第一部 1,124[注釈 4]/1,080
      - 第二部 32[注釈 4]/80

    - 被服科 1,124[注釈 4]/480
    - 初等教育科 
      - 第一部 1,078[注釈 4]/900
      - 第二部 61[注釈 4]/80

    - 体育科 185[注釈 4]//120
- 1986年
  - 4月1日  以下の学科については、この年度で学生募集を最終とする[注 20]。
    - 国文科第二部
    - 家政科第二部
    - 初等教育科第二部

  - 5月1日 学生数[59]/定員
    - 国文科 
      - 第一部 811[注釈 4]/600
      - 第二部 52[注釈 4]/80

    - 英文科 781[注釈 4]/600
    - 家政科
      - 第一部 1,168[注釈 4]/1,080
      - 第二部 48[注釈 4]/80

    - 被服科 1,168[注釈 4]/480
    - 初等教育科 
      - 第一部 1,129[注釈 4]/900
      - 第二部 54[注釈 4]/80

    - 体育科 204[注釈 4]//120
- 1987年
  - 4月1日 以下の学科を増設する[注 21]。
    - 人間関係学科 入学定員200名

  - 同 以下、学科の入学定員について以下の通り変更あり[注 22]。
    - 体育科の入学定員を60→80に増員[63]。
    - 初等教育科第一部の入学定員を450→250に減員[58]。

  - 5月1日 学生数[64]/定員
    - 国文科
      - 第一部 779[注釈 4]/600
      - 第二部 26[注釈 4]/40

    - 英文科 785[注釈 4]/600
    - 家政科
      - 第一部 1,225[注釈 4]/1,080
      - 第二部 32[注釈 4]/40

    - 被服科 1,225[注釈 4]/480
    - 初等教育科 
      - 第一部 916[注釈 4]/700
      - 第二部 15[注釈 4]/40

    - 体育科 195[注釈 4]//140
    - 人間関係学科 214[注釈 4]/200
- 1988年
  - 4月1日 初等教育科を児童教育科に改称し、以下の専攻課程を置く[注 23]。
    - 初等教育専攻 入学定員100名[注釈 8]
    - 幼児教育専攻 入学定員150名[注釈 8]

  - 同 専攻科の設置が認められ、以下の課程を設ける[注 24]。
    - 児童教育専攻 入学定員20名

  - 5月1日 学生数[69]/定員
    - 国文科
      - 第一部 730[注釈 4]/600
      - 第二部 -[注釈 7]/-

    - 英文科 731[注釈 4]/600
    - 家政科
      - 第一部 1,198[注釈 4]/1,080
      - 第二部 -[注釈 7]/-

    - 被服科 1,198[注釈 4]/480
    - 児童教育科 
      - 第一部 338[注釈 4]/500
      - 第二部 -[注釈 7]/-

    - 体育科 178[注釈 4]//160
    - 人間関係学科 428[注釈 4]/400
- 1989年
  - 4月1日 学科名を以下の通り改称する[70]。
    - 国文科→国文学科[注釈 9]
    - 英文科→英語学科
    - 家政科→食生活学科[注釈 9]
    - 被服科→生活造形学科
    - 児童教育科→児童教育学科
    - 体育科→体育学科

  - 5月1日 学生数[71]/定員
    - 国文学科 742[注釈 4]/600
    - 英語学科 727[注釈 4]/600
    - 食生活学科 1,178[注釈 4]/1,080
    - 生活造形学科 613[注釈 4]/480
    - 児童教育学科 587[注釈 4]/500
    - 体育学科 176[注釈 4]//160
    - 人間関係学科 424[注釈 4]/400
- 1990年
  - 4月1日 以下、学科の入学定員増あり[注 25]
    - 生活造形学科 240→300
    - 体育学科 80→100
- 1990年
  - 5月1日 学生数[75]/定員
    - 国文学科 748[注釈 4]/600
    - 英語学科 707[注釈 4]/600
    - 食生活学科 1,214[注釈 4]/1,080
    - 生活造形学科 672[注釈 4]/540
    - 児童教育学科 617[注釈 4]/500
    - 体育学科 185[注釈 4]//180
    - 人間関係学科 425[注釈 4]/400
- 1991年
  - 5月1日 学生数[76]/定員
    - 国文学科 749[注釈 4]/600
    - 英語学科 735[注釈 4]/600
    - 食生活学科 1,206[注釈 4]/1,080
    - 生活造形学科 768[注釈 4]/600
    - 児童教育学科 620[注釈 4]/500
    - 体育学科 220[注釈 4]//200
    - 人間関係学科 427[注釈 4]/400

  - 11月14日 以下の学科については左記をもって正式に廃止とする[77]。
    - 国文学科第二部
    - 食生活学科第二部
    - 児童教育学科第二部
- 1992年
  - 4月1日 学科名の変更を行う[77]。
    - 国文学科第一部→国文学科
    - 食生活学科第一部→食生活学科
    - 児童教育学科第一部→児童教育学科

  - 5月1日 学生数[注 26]/定員
    - 国文学科 751[注釈 4]/600
    - 英語学科 746[注釈 4]/600
    - 食生活学科 1,228[注釈 4]/1,080
    - 生活造形学科 753[注釈 4]/600
    - 児童教育学科 623[注釈 4]/500
    - 体育学科 242[注釈 4]//200
    - 人間関係学科 425[注釈 4]/400
- 1993年
  - 4月1日 この年度における出来事を以下、列挙する[80]。
    - 英語学科の入学定員を300→250に減員[注 27]。
    - 以下の学科・専攻について、この年度で学生募集を最終とする[注 28]。
      - 児童教育学科初等教育専攻

  - 5月1日 学生数[85]/定員
    - 国文学科 750[注釈 4]/600
    - 英語学科 569[注釈 4]/550
    - 食生活学科 1,243[注釈 4]/1,080
    - 生活造形学科 731[注釈 4]/600
    - 児童教育学科 616[注釈 4]/500
    - 体育学科 233[注釈 4]//200
    - 人間関係学科 440[注釈 4]/400
- 1994年
  - 4月1日 食生活学科の入学定員を540→340に減員[注 29]。
  - 5月1日 学生数[86]/定員
    - 国文学科 756[注釈 4]/600
    - 英語学科 420[注釈 4]/500
    - 食生活学科 1,116[注釈 4]/880
    - 生活造形学科 713[注釈 4]/600
    - 児童教育学科 473[注釈 4]/400
    - 体育学科 246[注釈 4]//200
    - 人間関係学科 451[注釈 4]/400
- 1995年
  - 5月1日 学生数[87]/定員
    - 国文学科 727[注釈 4]/600
    - 英語学科 395[注釈 4]/500
    - 食生活学科 917[注釈 4]/680
    - 生活造形学科 741[注釈 4]/600
    - 児童教育学科 363[注釈 4]/300
    - 体育学科 247[注釈 4]//200
    - 人間関係学科 424[注釈 4]/400
- 1996年
  - この年度をもって、以下の学科・専攻について正式に廃止とする[88]。
    - 児童教育学科初等教育専攻
- 1997年
  - 4月1日 この年度の入学生より児童教育学科幼児教育専攻を幼児教育学科に改称される[88]。
  - 5月1日 学生数[89]/定員
    - 国文学科 673[注釈 4]/600
    - 英語学科 452[注釈 4]/500
    - 食生活学科 877[注釈 4]/680
    - 生活造形学科 732[注釈 4]/600
    - 幼児教育学科 192[注釈 4]/150
      - 児童教育学科 188[注釈 4]/150

    - 体育学科 247[注釈 4]//200
    - 人間関係学科 434[注釈 4]/400
- 1998年
  - 4月1日 国文学科の入学定員を300→200に減員[90]。
  - 5月1日 学生数[91]/定員
    - 国文学科 505[注釈 4]/500
    - 英語学科 492[注釈 4]/500
    - 食生活学科 811[注釈 4]/680
    - 生活造形学科 711[注釈 4]/600
    - 幼児教育学科 376[注釈 4]/300
    - 体育学科 231[注釈 4]//200
    - 人間関係学科 446[注釈 4]/400
- 1999年
  - 4月1日 食生活学科の入学定員を340→240に増員[92]。
  - 5月1日 学生数[93]/定員
    - 国文学科 403[注釈 4]/400
    - 英語学科 478[注釈 4]/500
    - 食生活学科 611[注釈 4]/580
    - 生活造形学科 733[注釈 4]/600
    - 幼児教育学科 374[注釈 4]/300
    - 体育学科 226[注釈 4]//200
    - 人間関係学科 473[注釈 4]/400
- 2000年
  - 4月1日 以下の出来事を列挙[94]。
    - 学科名の変更あり。
      - 国文学科→日本語文化学科
      - 英語学科→英語ｺﾐｭﾆｹｰｼｮﾝ学科
      - 体育学科→健康･ｽﾎﾟｰﾂ学科

    - 以下、入学定員減あり[注釈 10]。
    - 生活造形学科 300→180
    - 体育学科 100→健康･ｽﾎﾟｰﾂ学科 96
- 2001年
  - 4月1日 以下、入学定員減あり[100]。
    - 日本語文化学科 200→160
    - 健康･ｽﾎﾟｰﾂ学科 96→80
- 2002年
  - 4月1日 以下、入学定員減あり[101]。
    - 日本語文化学科 160→100
    - 英語ｺﾐｭﾆｹｰｼｮﾝ学科 200→100
    - 食生活学科 240→180
- 2004年
  - 1月 平成16年度大学入試センター試験参加短期大学の1校となる[102][103]。
- 2006年
  - 4月1日 食生活学科の入学定員を180→160に減員[104]。
- 2013年
  - 4月1日 英語ｺﾐｭﾆｹｰｼｮﾝ学科を英語ｷｬﾘｱ･ｺﾐｭﾆｹｰｼｮﾝ学科に名称変更[105]。
- 2014年
  - 1月 平成26年度大学入試センター試験参加短期大学の1校となる[106]。
  - 4月1日 人間関係学科を心理・人間関係学科に改称[107]。
- 2015年
  - 1月 平成27年度大学入試センター試験参加短期大学の1校となる[108]。
- 2016年
  - 1月 平成28年度大学入試センター試験参加短期大学の1校となる[109]。
- 2022年
  - 4月1日 以下の学科については、この年度で学生募集を最終とする[注 30]。
    - 健康・スポーツ学科
    - 心理・人間関係学科
- 2023年
  - 4月1日 以下の学科については、この年度で学生募集を最終とする[注 31]。
    - 日本語文化学科
    - 英語キャリア・コミュニケーション学科
- 2024年
  - 4月1日 この年度で短期大学としての学生募集を最終とする[注釈 1]。

## 基礎データ

### 所在地
- 兵庫県西宮市池開町6-46

### 象徴
- ホームページほか右記の注釈も参照のこと[注 32]。

### 交通アクセス
- JR神戸線甲子園口駅下車。阪神バス 阪神鳴尾経由の「武庫川団地」行・「鳴尾浜」行で「武庫川学院」バス停留所下車。
- 阪神本線鳴尾・武庫川女子大前駅下車。徒歩で7分程度。

## 教育および研究

### 最終年度における学科
- 生活造形学科 入学定員60名[113]
- 食生活学科 入学定員40名[114]
- 幼児教育学科 入学定員50名[115]

#### 2023年度までの募集
- 日本語文化学科 入学定員100名[1]
- 英語キャリア・コミュニケーション学科 入学定員100名[1]

#### 2022年度までの募集
- 健康・スポーツ学科 入学定員80名[116]
- 心理・人間関係学科 入学定員100名[116]

##### 学科の変遷
- 国文科
  - 第一部→国文学科→日本語日本文化学科[注釈 11]
  - 第二部 入学定員40名[注釈 12]
- 英文科　
  - 第一部→英語学科→英語コミュニケーション学科→英語キャリア・コミュニケーション学科[注釈 11]
  - 第二部[注釈 13]
- 教育科→初等教育科→児童教育学科
  - 初等教育専攻
    - 第一部→初等教育科→児童教育学科初等教育専攻 入学定員100名[注 33]
    - 第二部 入学定員40名[注釈 12]

  - 幼児教育専攻→幼児教育学科[注釈 14]
- 体育科→体育学科→健康・スポーツ学科[注釈 15]
- 家政科
  - 第一部→食生活学科[注釈 14]
  - 第二部 入学定員40名[注釈 12]
- 被服科
  - 第一部→生活造形学科[注釈 14]
  - 第二部 入学定員40名[注釈 13]
- 音楽科 入学定員20名[注釈 16]
- 人間関係学科→心理・人間関係学科[注釈 15]

### 専攻科
- 児童教育専攻 入学定員20名[注 34]

### 取得資格について
教職課程
- 中学校教諭二種免許状[注 35]
  - 国語
    - 日本語日本文化学科[注釈 17]

  - 英語
    - 英語コミュニケーション学科[注釈 17]

  - 家庭
    - 食生活学科[注釈 18]
    - 生活造形学科[注釈 18]

  - 保健体育
    - 健康・スポーツ学科[注 36]

  - 保健
    - 家政科[注釈 19]、旧・被服科[注 37]

  - 音楽
- 栄養教諭二種免許状
  - 食生活学科[注 38]
- 幼稚園教諭二種免許状
  - 幼児教育学科[注 39]
- 小学校教諭二種免許状
  - 初等教育科第一部・第二部[127]、児童教育学科初等教育学専攻にて[79]設置されていた[注 40]。
- 当初は中学校教諭ほか高等学校教諭免許状の教職課程を併設[124]
  - 国語
    - 国文科にて[注釈 20]

  - 書道
    - 国文科にて[注釈 20]

  - 英語
    - 英文科[注 41]

  - 家庭
    - 被服科[注釈 21]
    - 家政科[注釈 19]

  - 保健
    - 被服科[注釈 21]
    - 家政科[注釈 19]

資格
- 栄養士：食生活学科
- 保育士：幼児教育学科
- 司書：全学科

受験資格
- 二級建築士：生活造形学科（インテリアコースに所属する必要がある）

## 学生生活

### 部活動・クラブ活動・サークル活動
- 武庫川女子大学短期大学部は、武庫川女子大学と合同である関係上、クラブ活動も両者と合同で行われているのが特徴である。故に、団体数も多い。

### 学園祭
- 武庫川女子大学短期大学部の学園祭は武庫川女子大学と共同で行われている。

## 大学関係者と組織

### 大学関係者一覧

#### 卒業生
- 清水ひろ子（兵庫県播磨町長）
- 久本朋子（女優・タレント、姉は久本雅美）
- 遥洋子（タレント・作家）
- 猿渡ゆか（リポーター・女優）
- 沢近恵子（女優）
- 清水理恵子（タレント）
- 川田恵子（タレント・ラジオパーソナリティ、英文科卒業。）[128]
- 塩田えみ（タレント・ラジオパーソナリティ）
- 北野幹子（ビートたけしの妻で元タレント）
- 辻茜（ミュージカル俳優）
- 依藤宗子（女優・ミスワールド日本代表）
- 多田仁美 （タレント・ラジオパーソナリティ、国文科卒業。）[129]

## 施設
- 短期大学部独自のキャンパスはなく、全て大学と共同使用されている。

## 対外関係

### 姉妹校
- 武庫川女子大学

### 系列校
- 武庫川女子大学附属中学校・高等学校
- 武庫川女子大学附属幼稚園

## 卒業後の進路について

### 編入学・進学実績
- これまでの実績では、武庫川女子大学ほか、立命館大学・関西大学などがある・